# Instytut Filologii Polskiej Uniwersytetu Wrocławskiego

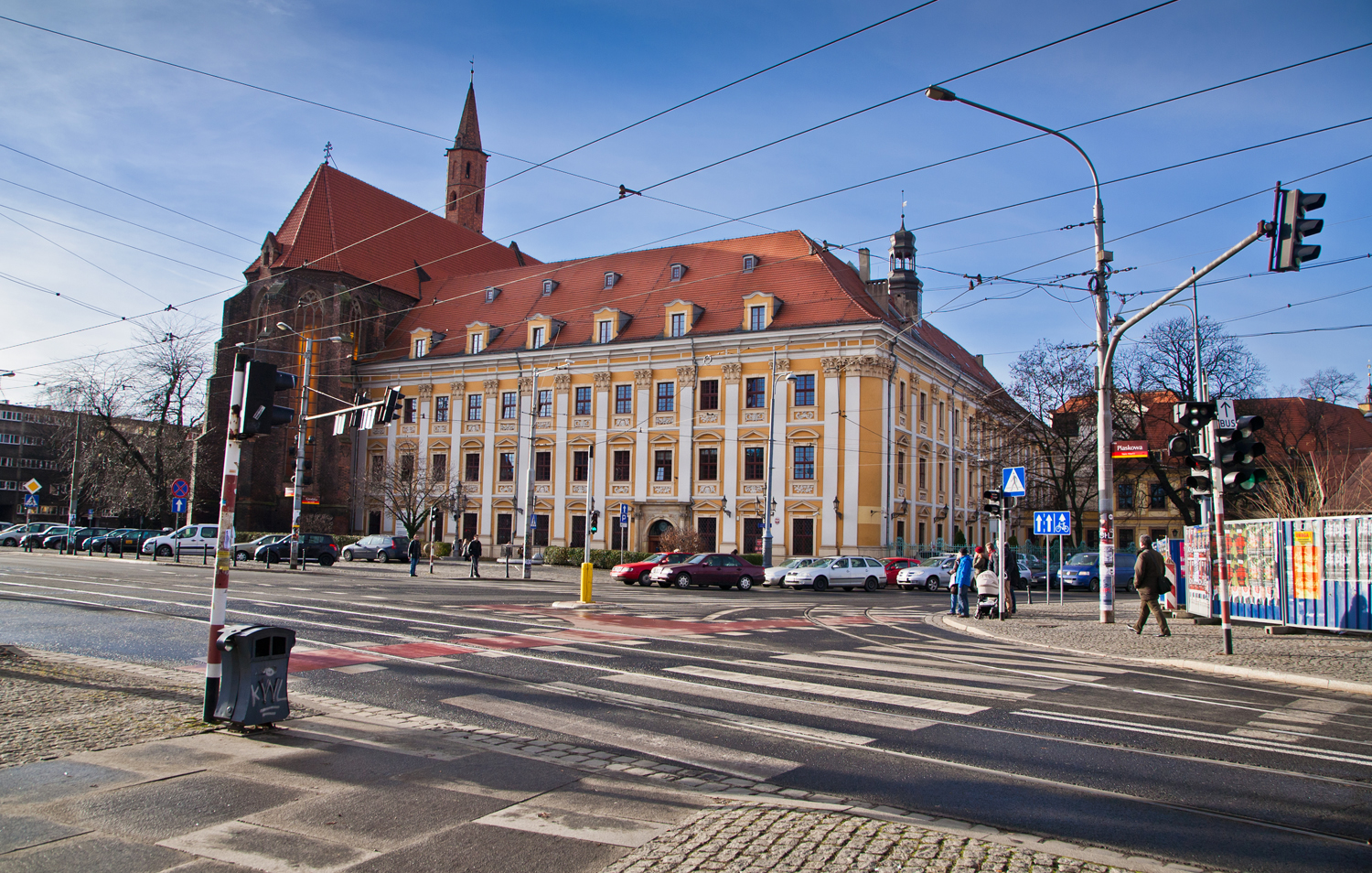
Instytut Filologii Polskiej Uniwersytetu Wrocławskiego, Wydział Filologiczny UWr

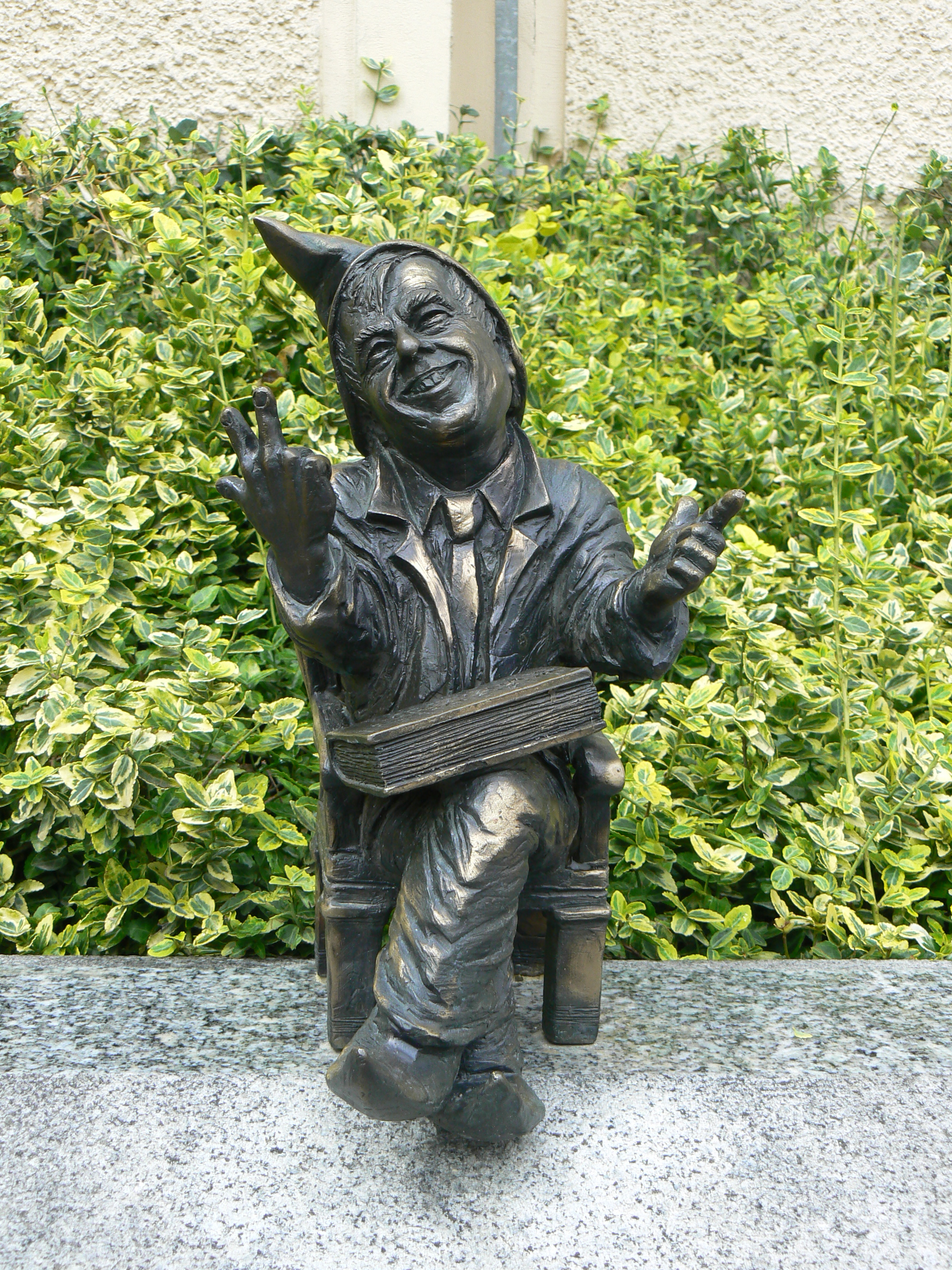
Wrocławski krasnal, umieszczony przed budynkiem Instytutu Filologii Polskiej, upamiętniający prof. Jana Miodka. Figurka krasnala została stworzona z okazji jubileuszu 70-lecia urodzin oraz zakończenia kariery pedagogicznej profesora Miodka.

Instytut Filologii Polskiej Uniwersytetu Wrocławskiego – jednostka dydaktyczno-naukowa należąca do struktur Wydziału Filologicznego UWr powstała - w wyniku kolejnych reform - z Instytutu Historii Literatury Polskiej i Instytutu Filologii Polskiej i Słowiańskiej. W instytucie kształci się ponad 2000 studentów.

## Kierunki kształcenia
Instytut kształci studentów na kierunkach filologia polska oraz kultura i praktyka tekstu: twórcze pisanie i edytorstwo. Prowadzone są następujące specjalności i specjalizacje:
- edytorstwo
- logopedia
- nauczycielska.

Studenci mogą kształcić się w czterosemestrowych studiach:
- Studium Kultury i Języków Żydowskich
- Studium Języka Litewskiego,

po zaliczeniu których studenci otrzymają zaświadczenie o ukończeniu Studium wydane przez Dziekana Wydziału Filologicznego.
Instytut prowadzi również następujące studia podyplomowe:
- Podyplomowe Studium Logopedyczne
  - kwalifikacyjne
  - neurologopedia - kwalifikacyjne
  - specjalność - emisja głosu
  - specjalność - surdologopedia
- Podyplomowe Doskonalące Studia Polonistyczne
- Podyplomowe Studia Kwalifikacyjne Filologii Polskiej
- Podyplomowe Studia Wiedzy o Teatrze i Filmie
- Podyplomowe Studia Psycholingwistyki i Pedagogiki Niepełnosprawnych Umysłowo
- Podyplomowe Studia Wiedzy o Kulturze Żydowskiej i Holocauście
- Podyplomowe Studia Komunikacji Językowej
- Podyplomowe Studia Wydawnicze
- Podyplomowe Studia Kwalifikacyjne Nauczania Języka Polskiego Jako Obcego
- Podyplomowe Studia "Lider i animator społeczności lokalnej. Edukacja nieformalna"
- Podyplomowe Studia Kwalifikacyjne w zakresie pedagogiki specjalnej - rehabilitacji osób niepełnosprawnych intelektualnie.

Najzdolniejsi studenci mogą kontynuować edukację na studiach doktoranckich.

## Struktura organizacyjna
- Zakład Historii Dawnej Literatury Polskiej
- Zakład Historii Literatury Romantyzmu
- Zakład Historii Literatury Pozytywizmu i Młodej Polski
- Zakład Literatury Ludowej, Popularnej i Dziecięcej
- Zakład Historii Języka Polskiego
- Zakład Historii Literatury Polskiej XIX wieku
- Zakład Historii Literatury Polskiej po 1918 r.
- Zakład Językoznawstwa Stosowanego
- Zakład Edytorstwa
- Zakład Metodyki Nauczania Języka i Literatury Polskiej
- Zakład Teorii Kultury i Sztuk Widowiskowych
- Zakład Teorii Literatury
- Zakład Współczesnego Języka Polskiego
- Zakład Studiów Żydowskich.

W skład Instytutu wchodzi również 9 pracowni badawczych: Pracownia Komparatystyki Literackiej, Pracownia Literatury i Kultury Popularnej oraz Nowych Mediów, Pracownia Literatury Polskiej po 1918 r., Śląska Pracownia Regionalistyczna, Pracownia Lingwistyki Antropologicznej, Pracownia Prostej Polszczyzny, Szkoła Języka Polskiego i Kultury dla Cudzoziemców, Studium Języka i Kultury Litewskiej, Studiów Kultury i Języków Żydowskich.

## Władze
- Dyrektor: dr hab. prof. UWr Paweł Kaczyński
- Z-ca Dyrektora ds. naukowych: dr Anna Kochan
- Z-ca Dyrektora ds. dydaktycznych: dr hab. Dariusz Dybek
- Z-ca Dyrektora ds. studenckich: dr hab. prof. nadzw. UWr Justyna Bajda

## Adres
Instytut Filologii Polskiej

Uniwersytetu Wrocławskiego

pl. Biskupa Nankiera 15

50-140 Wrocław